# 希尔德·厄斯特伯
希尔德·厄斯特伯（挪威語：Hilde Østbø，1974年9月1日—），挪威女子手球运动员。她曾代表挪威国家队参加1996年夏季奥林匹克运动会手球比赛，结果队伍获得第四名。